# Denkmal für die im Nationalsozialismus verfolgten Lesben und Schwulen

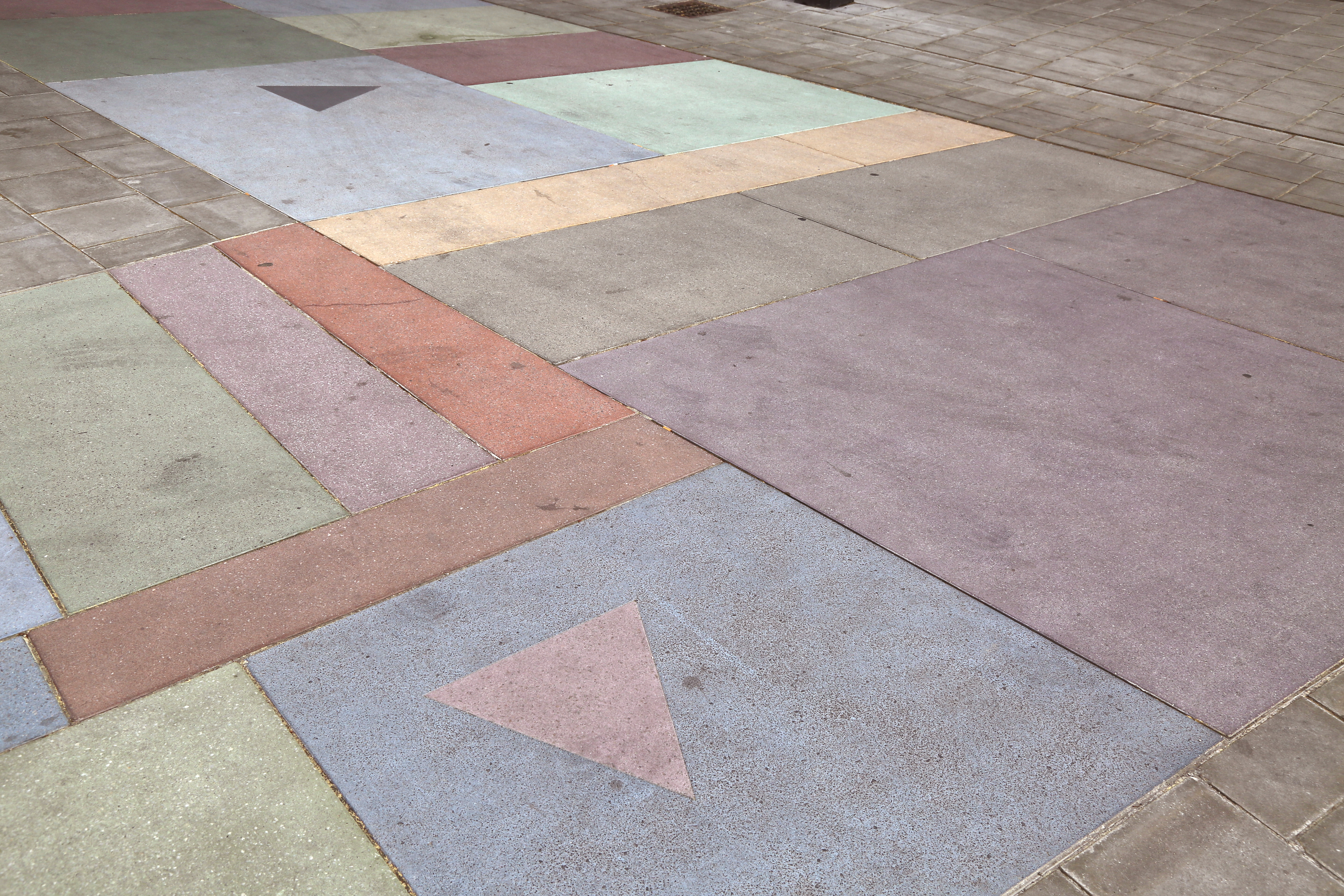
Das Denkmal 2018

Das Denkmal für die im Nationalsozialismus verfolgten Lesben und Schwulen ist eine Gedenkstätte in der Münchner Altstadt, die am 27. Juni 2017 eingeweiht wurde.

## Beschreibung
Das Denkmal liegt im Hackenviertel an der Ecke Oberanger und Dultstraße, am Rande der Münchner Fußgängerzone, etwa auf halbem Weg zwischen Marienplatz und Sendlinger Tor. In unmittelbarer Nähe befindet sich der St.-Jakobs-Platz mit dem Jüdischen Zentrum München.
Auf einer Fläche von 90 Quadratmetern wurde der Bodenbelag um die Straßenecke herum durch begehbare Betonplatten in verschiedenen Farben ersetzt. Diese an die Regenbogenfahne als ein Symbol der Lesben- und Schwulenbewegung angelehnte Gestaltung soll nach Angaben der Künstlerin, Ulla von Brandenburg, als Symbol dafür stehen, „dass jeder seinen Platz in der Gesellschaft hat“. In die Bodenplatten sind an zwei Stellen rosafarbene und schwarze Dreiecke eingelassen. Diese erinnern an die Stoffabzeichen der Gefangenen in den Konzentrationslagern, „rosa Winkel“ für Schwule, schwarze Dreiecke für „Zigeuner“ und „Asoziale“. Lesbische Sexualität wurde unter dem Nationalsozialismus als „asozial“ betrachtet, in Einzelfällen kam es zur Verfolgung und zur Einweisung in Konzentrationslager.

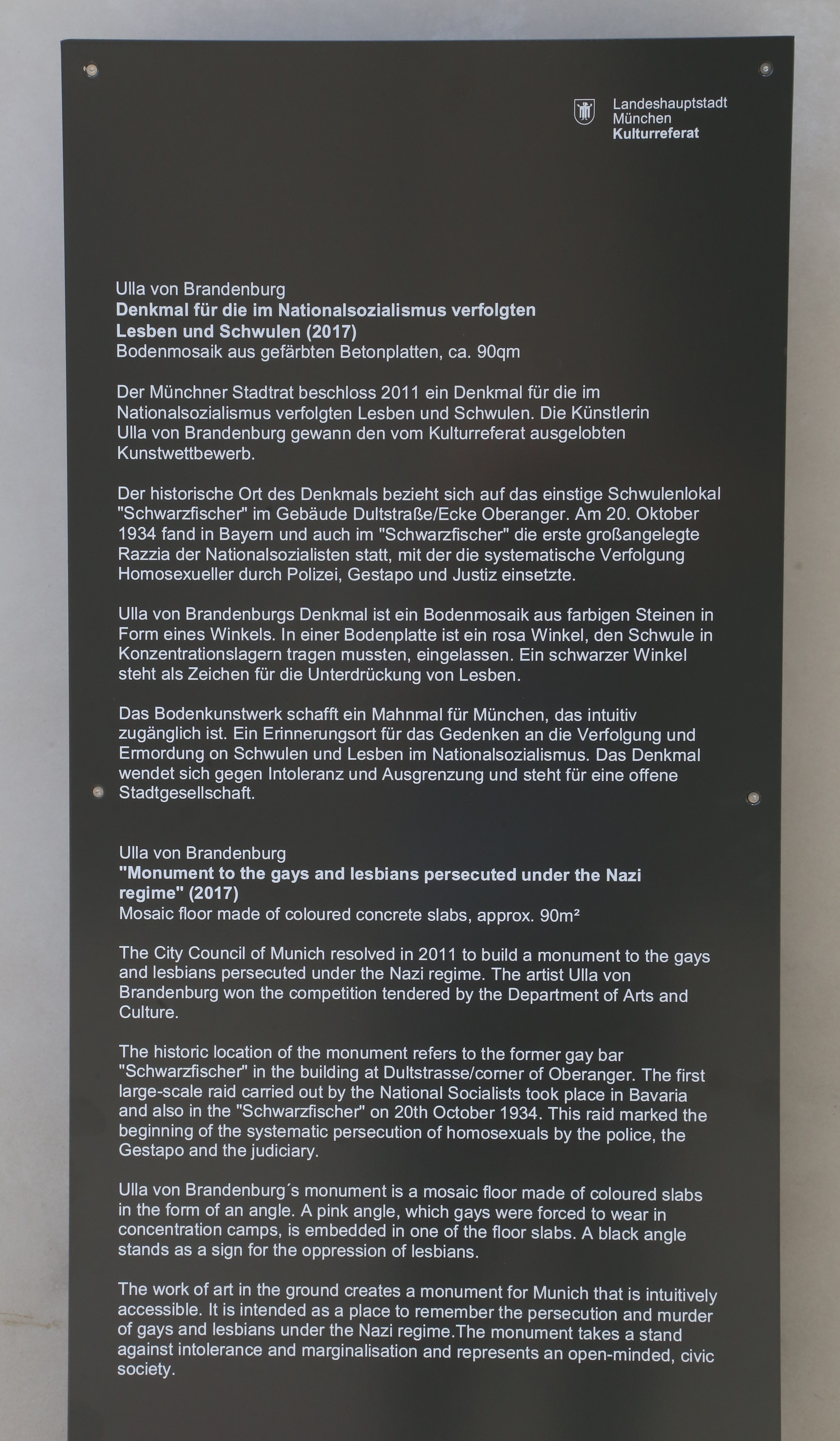
Gedenktafel

Auf einer Informationstafel vor Ort werden die Vorstellungen der Künstlerin erläutert und zur Lage des Denkmals die Geschichte des Gasthauses Schwarzfischer dargestellt, einer der ersten Münchner Schwulenbars in den 1920er Jahren. Der Text schließt mit den Worten: „Ein Erinnerungsort für das Gedenken an die Verfolgung und Ermordung von Schwulen und Lesben im Nationalsozialismus. Das Denkmal wendet sich gegen Intoleranz und Ausgrenzung und steht für eine offene Stadtgesellschaft.“

## Historischer Hintergrund
Homosexuelle Handlungen zwischen Männern waren in Bayern im 19. Jahrhundert liberalisiert worden. Nach der Gründung des Deutschen Reichs trat am 1. Januar 1872 das Reichsstrafgesetzbuch in Kraft, aufgrund dessen der Strafvorschrift des § 175 Schwule in Bayern wieder mit Freiheitsentzug oder Geldstrafe bedrohte. Ungeachtet der Strafandrohung entwickelte sich gerade in München gegen Ende des 19. Jahrhunderts eine von Künstlern und Bohémiens geprägte liberale Szene, in der männliche und weibliche Homosexuelle große Freiheit genossen. Im Nachgang zur Harden-Eulenburg-Affäre kam es dann zu einer deutlichen Zunahme von Strafverfahren nach dem § 175, auch in München. Mit der Niederlage im Ersten Weltkrieg und dem Zusammenbruch der Münchner Räterepublik 1919 verstanden konservative Regierungen Bayern als „Ordnungszelle“ des Reiches. München wurde damit für Homosexuelle ein gefährlicher Ort.
Das Münchner Denkmal für die im Nationalsozialismus verfolgten Lesben und Schwulen befindet sich am Standort des ehemaligen Schwulenlokals Schwarzfischer. Dort war am Abend des 20. Oktober 1934 mit einer Großrazzia die im ganzen Reich ausgeübte massive und gezielte polizeiliche Verfolgung homosexueller Männer durch die Nationalsozialisten begonnen worden.
1935 verschärften die Nationalsozialisten den Paragrafen 175 deutlich, er bestand in dieser Form bis 1969. Erst 1994 wurde er vollständig aufgehoben. Von 1933 bis 1945 wurden im Deutschen Reich etwa 50.000 Männer wegen Homosexualität abgeurteilt. Etwa 5000–6000 kamen in Konzentrationslager – wo sie einen rosa Winkel tragen mussten. Einige wurden kastriert, Tausende kamen um. Eine Verfolgung weiblicher Homosexualität lässt sich demgegenüber nicht nachweisen.
Erst 2002 wurden die homosexuellen Opfer des Nationalsozialismus rehabilitiert. Im Jahr 2008 wurde in Berlin das Denkmal für die im Nationalsozialismus verfolgten Homosexuellen errichtet.

## Planung des Denkmals
Die Diskussion um das von der Rosa Liste München und anderen Gruppen gewünschte Münchner Denkmal für die von den Nationalsozialisten verfolgten Lesben und Schwulen ging bereits auf den Anfang des 21. Jahrhunderts zurück. Erste Bemühungen auf politischer Ebene fanden keine Zustimmung. Die Ablehnung wurde damit begründet, dass man nicht jeder Opfergruppe einzeln gedenken wolle. Im Jahr 2008 beantragten Thomas Niederbühl, der Vertreter der Rosa Liste München, und die Grünen im Münchner Stadtrat, auch in München der schwulen und lesbischen Opfer des Nationalsozialismus mit einem Mahnmal zu gedenken. Als Standort schlugen sie den Oberanger vor. Im Jahr 2011 beschloss der Münchner Stadtrat ein solches Denkmal einzurichten. 2014 wurde die Künstlerin Ulla von Brandenburg als Gewinnerin eines vom Kulturreferat der Stadt ausgeschriebenen Wettbewerbs mit der Ausführung beauftragt. Die Errichtung eines neuen Geschäftshauses am Standort des Denkmals führte zu einer neuerlichen mehrjährigen Verzögerung bei der Ausführung. Das Denkmal wurde schließlich am 27. Juni 2017 der Öffentlichkeit übergeben.
Die Haltung der Israelitischen Kultusgemeinde München und Oberbayern und des Münchner Stadtrats gegenüber den Stolpersteinen des Kölner Künstlers Gunter Demnig – bis heute werden in München keine Stolpersteine auf öffentlichem Grund geduldet – spielte bei der Planung des begehbaren Denkmals für die verfolgten Lesben und Schwulen keine Rolle. Der Münchner Stadtrat Christian Vorländer (SPD) hob 2014 hervor, dass die Entscheidung für die Ausführung des Denkmals als Bodenmosaik „kein Präjudiz für die Stolperstein-Debatte“ sei.